# Парижский пленум ЦК РСДРП
Парижский пленум ЦК РСДРП — пленум объединённого Центрального комитета РСДРП (15 января —— 5 февраля 1910 г.,  Париж).

## Итоги
Ленин и его сторонники потерпели на пленуме тяжёлое поражение. Были аннулированы все выигрыши, полученные ленинцами в результате многолетних усилий: был закрыт полуофициальный Большевистский центр; закрыт ежемесячник «Пролетарий», находившийся под контролем Ленина; была создана Русская коллегия, которой передавались полномочия руководства от имени ЦК на территории России; группа Ленина потеряла контроль над деньгами, полученными по «наследству Шмита». Таким образом, влияние Ленина в РСДРП было ограничено кругом его последователей из большевистской фракции. После пленума Ленин писал Горькому:
Три недели маета была, издёргали все нервы, сто тысяч чертей!

## Сноски
1. 1 2  Сервис, 2002, с. 228.
2. ↑  Сервис, 2002, с. 223.
3. ↑  Январский пленум ЦК РСДРП. Дата обращения: 28 февраля 2015. Архивировано 27 марта 2014 года.